# Charlotte Brontë
Charlotte Brontë (Thornton, 21 de abril de 1816 — Haworth, 31 de março de 1855) foi uma escritora e poetisa inglesa, a mais velha das três irmãs Brontë que chegaram à idade adulta e cujos romances são dos mais conhecidos da literatura inglesa. Nasceu em Thornton, oeste de Bradford, West Yorkshire, Reino Unido no dia 21 de abril de 1816. Escreveu o seu romance mais conhecido, Jane Eyre com o pseudônimo Currer Bell.

## Família
Charlotte era a terceira dos seis filhos nascidos de Maria Branwell e Patrick Brontë (cujo sobrenome anterior era Brunty ou Prunty), um pastor anglicano de origem irlandesa. Em 1820, a família mudou-se para uma aldeia a alguns quilômetros de Haworth, onde Patrick tinha sido nomeado coadjutor perpétuo na Igreja de São Miguel e Todos os Anjos. A mãe de Charlotte morreu de cancro no dia 15 de setembro de 1821, deixando as suas cinco filhas e o filho aos cuidados da sua irmã, Elizabeth Branwell.

## Primeiros Anos e Educação

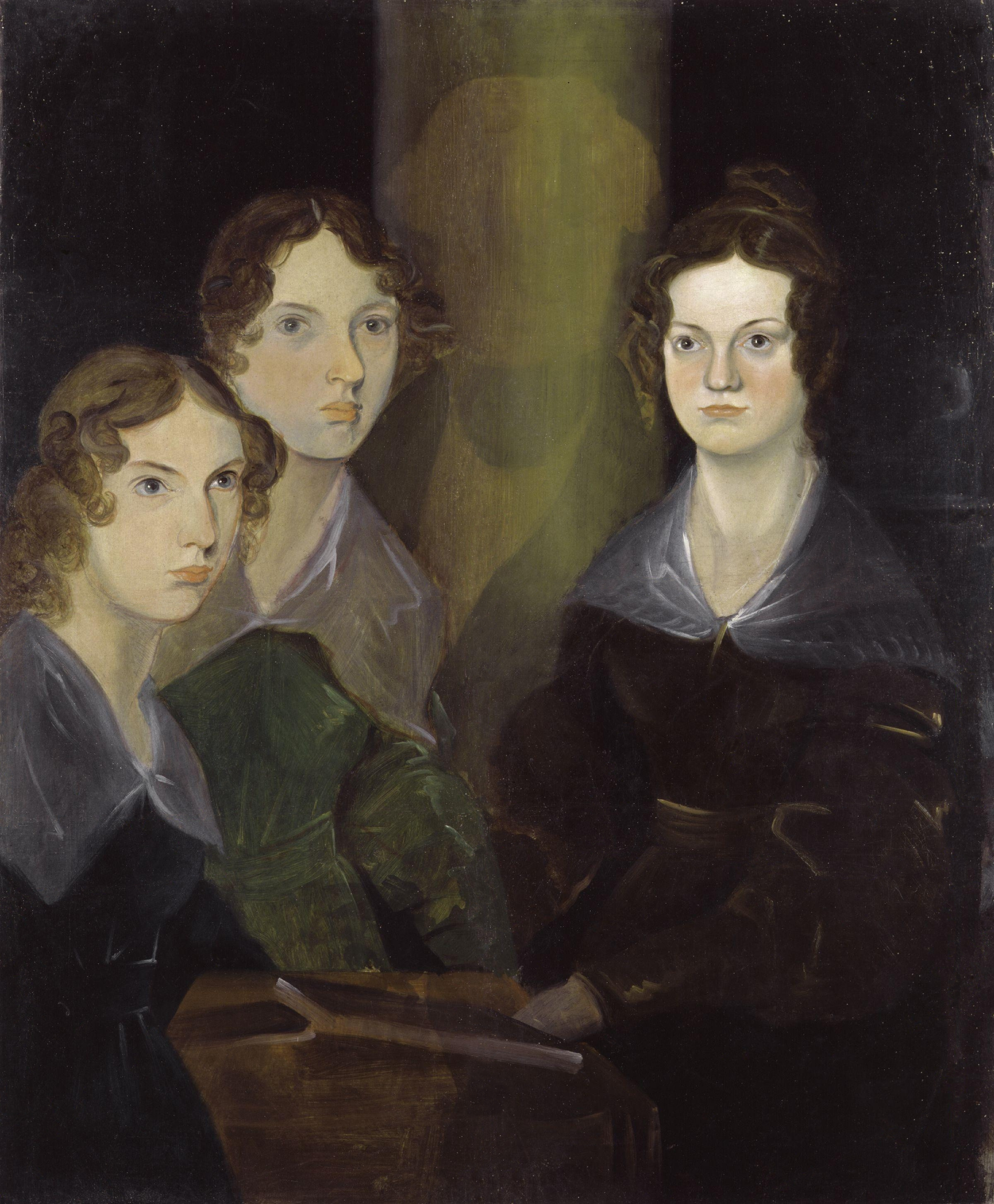
Charlotte (dir.) com as irmãs Emily e Anne num quadro pintado pelo irmão Branwell

Em agosto de 1824, Charlotte e as suas irmãs Emily, Maria e Elizabeth, foram enviadas para a escola de filhas do clero em Cowan Bridge, Lancashire, uma escola que descreveu em detalhe no seu romance "Jane Eyre" com o nome de Lowood School. Charlotte iria sempre afirmar que as fracas condições da escola afetaram permanentemente a sua saúde e desenvolvimento e apressaram a morte das suas irmãs mais velhas, Maria (nascida em 1814) e Elizabeth (nascida em 1815), que morreram de tuberculose em junho de 1825. Pouco depois da morte das suas irmãs, o seu pai retirou as restantes filhas da escola.
De regresso a casa, em Haworth Parsonage, uma pequena reitoria perto do cemitério de uma aldeia fria e ventosa nas colinas de Yorkshire, Charlotte passou a ser "uma amiga maternal e guardiã das suas irmãs mais novas". Juntamente com os seus irmãos ainda vivos (Branwell, Emily e Anne), Charlotte começou a escrever sobre as vidas e lutas dos habitantes dos seus reinos imaginários. Charlotte e Branwell começaram a escrever histórias byronianas sobre um país que tinham inventado chamado Angria, ao mesmo tempo que Emily e Anne começaram a escrever artigos e poemas sobre Gondal, o país que também tinham inventado. As sagas (parte das quais ainda existe nos dias de hoje em forma de manuscrito) eram elaboradas e rebuscadas e instigou-as desde a infância e adolescência com um interesse quase obsessivo que as preparou para a sua vocação literária durante a idade adulta.
Charlotte continuou a sua educação em Roe Head, Mirfield, entre 1831 e 1832, onde conheceu as duas amigas com quem trocaria correspondência o resto da vida: Ellen Nussey e Mary Taylor. Durante este período, Charlotte escreveu a novela "The Green Dwarf" em 1833 com o pseudónimo Wellesley. Charlotte regressou à escola, desta vez como professora, em 1835 e permaneceu nesta função até 1838. Em 1839, aceitou a primeira de muitas posições como governanta em várias famílias do Yorkshire, uma carreira que seguiu até 1841. Em termos políticos, Charlotte era conservadora, mas promovia a ideia de tolerância em vez de revolução. Tinha princípios morais muito fortes e, apesar da sua timidez, estava sempre pronta para defender os seus princípios.

## Bruxelas
Em 1842, Charlotte e Emily viajaram para Bruxelas para trabalhar num internato dirigido por Constantin Héger e pela sua esposa Claire Zoé Parent Heger. Em troca de alimentação e educação, Charlotte ensinava inglês e Emily música. A sua estadia no internato foi encurtada pela morte súbita da sua tia Elizabeth Branwell de obstrução intestinal em outubro de 1842. Charlotte regressou sozinha a Bruxelas em janeiro de 1843 depois de aceitar um posto como professora no internato. A sua segunda estadia não foi feliz. Começou a sentir-se sozinha, com saudades de casa e começou a apaixonar-se por Constantin Heger. Acabou por regressar a Haworth em janeiro de 1844 e mais tarde usou partes da sua experiência no internato para escrever alguns de seus romances.

## Publicações

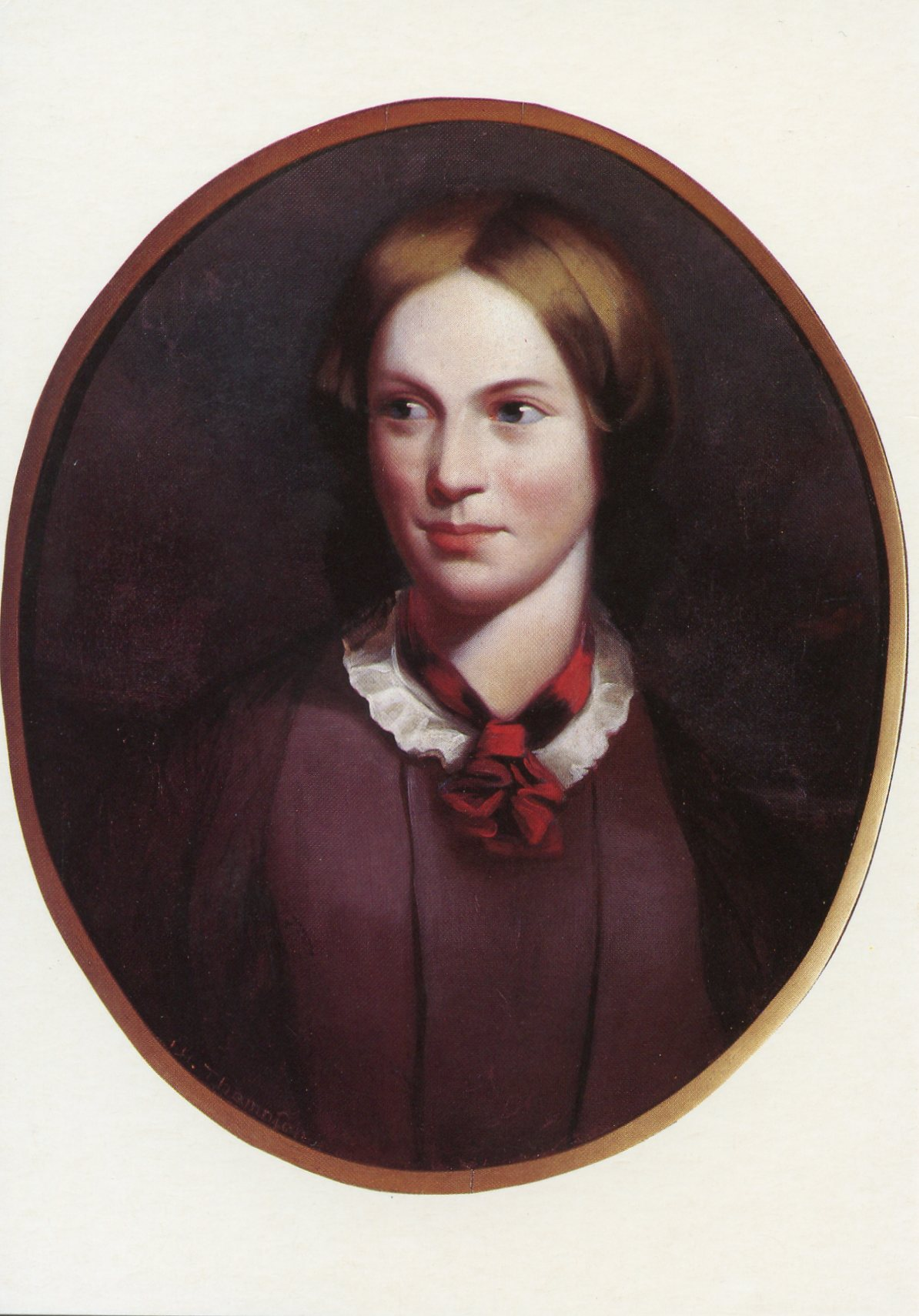
Charlotte por J. H. Thompson

Em maio de 1846, Charlotte, Emily e Anne publicaram uma colecção de poemas em conjunto com os pseudônimos Currer, Ellis e Acton Bell. Apesar de terem vendido apenas duas cópias, as irmãs continuaram a escrever com o objectivo de verem os seus trabalhos publicados e começaram a desenvolver os seus primeiros romances. Charlotte utilizou o pseudónimo Currer Bell quando publicou os seus dois primeiros romances. Charlotte escreveu mais tarde sobre a razão pela qual tinham escolhido não revelar os seus nomes:
| “ | Não gostávamos da ideia de chamar a atenção, por isso escondemos os nossos nomes por detrás dos de Currer, Ellis e Acton Bell. A escolha ambígua foi ditada por uma espécie de escrúpulo criterioso segundo o qual assumimos nomes cristãos, claramente masculinos, já que que não gostamos de nos declarar mulheres, uma vez que naquela altura suspeitávamos que a nossa maneira de escrever e o nosso pensamento não eram aqueles que se podem considerar 'femininos'. Tínhamos a vaga impressão de que as escritoras são por vezes olhadas com preconceito e tínhamos reparado como os críticos por vezes as castigam com a arma da personalidade e as recompensam com lisonjas que, na verdade, não são elogios. | ” |

De fato, os seus romances foram considerados vulgares pelos críticos. Havia muita especulação quanto à identidade de Currer Bell e se este seria um homem ou uma mulher.
O irmão de Charlotte, Branwell, o único varão da família, morreu de bronquite crônica e debilidade extrema que tinha sido provocada pelo abuso de álcool, em setembro de 1848, apesar de Charlotte acreditar que o irmão tinha morrido de tuberculose. Também se suspeitava que Branwell fosse viciado em ópio. Tanto Emily como Anne morreram de tuberculose em dezembro de 1848 e em maio de 1849.
Charlotte e o pai eram os únicos sobreviventes da família. Devido ao grande sucesso de Jane Eyre, Charlotte foi convencida pelo seu editor a visitar Londres ocasionalmente, onde a escritora acabaria por revelar a sua verdadeira identidade e começou a frequentar um círculo social mais movimentado, fazendo amizade com Harriet Martineau, Elizabeth Gaskell, William Makepeace Thackeray e G. H. Lewes. Contudo, Charlotte nunca mais deixou Haworth (somente por algumas semanas), pois não queria deixar o seu pai idoso sozinho. A filha de Thackeray, a escritora Anne Isabella Thackeray Ritchie recordou uma visita que Charlotte fez ao seu pai:
(...) entraram dois cavalheiros à frente de uma senhora pequena, delicada e séria, com cabelo loiro liso e olhos firmes. Teria pouco mais de trinta anos e usava um vestido barège com um padrão de verde-musgo esbatido. Entrou de luvas, em silêncio, séio e os nossos corações batiam loucos de antecipação. Era então esta a escritora, o poder desconhecido cujos livros puseram toda Londres a falar, a ler, a especular; algumas pessoas dizem até que foi o nosso pai quem escreveu os livros, aqueles livros maravilhosos (...). O momento é tão ofegante que o jantar chega com um alivio para a solenidade da ocasião e todos sorrimos quando o meu pai lhe oferece o braço (...), porque, apesar de ser um génio, Miss Brontë mal lhe chega ao cotovelo. A minha impressão pessoal é de que ela é um pouco séria e severa, especialmente para as meninas que querem conversar (...). Todos esperaram pela conversa brilhante que nunca chegou. Miss Brontë retirou-se para o sofá no escritório e murmurava uma palavra de vez em quando à nossa gentil governanta (...) a conversa começou a tornar-se cada vez mais indistinta, as senhoras à volta dela ainda estavam expectantes, o meu pai estava demasiado perturbado pela melancolia e pelo silêncio para conseguir lidar com o que estava a acontecer (...) depois de Miss Brontë se ter ido embora, fiquei surpreendida quando vi o meu pai a abrir a porta de entrada com o chapéu posto. Levou um dedo aos lábios e saiu para a escoridão, fechando a porta silenciosamente atrás de si (...) muito depois (...) Mrs. Procter perguntou-me se sabia o que tinha acontecido (...). Foi um dos serões mais aborrecidos que [Mrs. Procter] tinha passado em toda a sua vida (...) as senhoras que tinham vindo à espera de ter uma conversa agradável, e a melancolia, e o constrangimento, e como o meu pai, muito perturbado com a situação, tinha deixado a sala e a casa silenciosamente para ir para o seu clube.

### Obras

#### Juvenilia
- The Young Men's Magazine, Number 1 – 3 (Agosto de 1830)
- The Spell
- The Secret
- Lily Hart
- The Foundling
- The Green Dwarf
- My Angria and the Angrians
- Albion and Marina
- Tales of the Islanders
- Tales of Angria (escrito entre 1838–1839 – uma coleção de escritos de sua infância e juventude, incluindo cinco pequenas novelas)
  - Mina Laury
  - Stancliffe's Hotel
  - The Duke of Zamorna
  - Henry Hastings
  - Caroline Vernon
  - The Roe Head Journal Fragments The Green Dwarf, A Tale of the Perfect Tense, escrito em 1833 sob o pseudônimo Lord Charles Albert Florian Wellesley. Ele mostra a influência de Walter Scott nas obras de Charlotte Brontë, e as modificações em seu estilo gótico inicial levaram Christine Alexander a comentar que, na obra, "fica claro como Brontë estava ficando cansada do modo gótico per se".[9]

#### Romances
- Jane Eyre (1847)
- Shirley (1849)
- Villette (1853)
- O Professor, escrito antes de Jane Eyre e enviado primeiramente junto com O Morro dos Ventos Uivantes e Agnes Grey, e depois separadamente; rejeitado por muitas editoras, foi publicado postumamente em 1857.
- Emma, não finalizado; Charlotte Brontë escreveu apenas vinte páginas do manuscrito, que foi também publicado após sua morte, em 1860. Nas duas últimas décadas, surgiram ao menos duas continuações desses fragmentos:
  - Emma, por "Charlotte Brontë and Another Lady", publicado em 1980; apesar de ter sido atribuído a Elizabeth Goudge,[10] a real autora é Constance Savery.[11]
  - Emma Brown, de Clare Boylan, publicado em 2003.

#### Poesia
- Poems by Currer, Ellis, and Acton Bell (1846)

## Doença e Morte

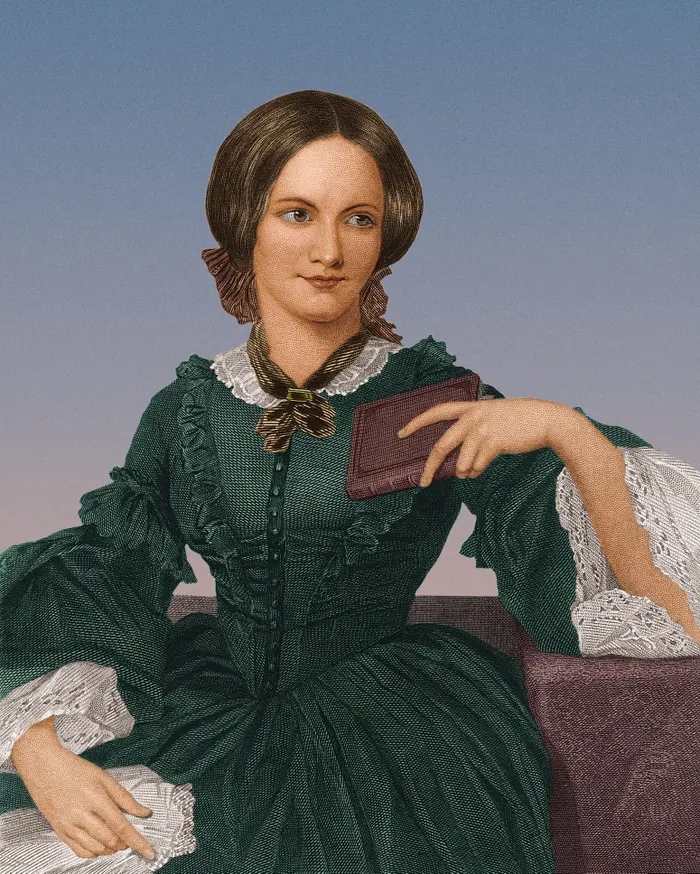
Charlotte faleceu no ano de 1855, depois de 9 meses de casada, estava grávida. Morreu de pneumonia. Comum na época. Toda a família sofria de problemas de pulmão e febre tifoide devido a viverem ao lado do cemitério.

Em junho de 1854, Charlotte casou-se com Arthur Bell Nicholls, o coadjutor do pai, e, segundo muitos intelectuais, a pessoa que inspirou personagens como Rochester e St. John em Jane Eyre. Ficou grávida pouco depois do casamento e a sua saúde começou a piorar rapidamente durante esta altura. Segundo Gaskell, sua primeira biógrafa, Charlotte sofria de "náuseas permanentes e desmaiava frequentemente." Rejeitando tratamento, Charlotte morreu, juntamente com o filho que esperava, no dia 31 de março de 1855, com trinta e oito anos de idade. A sua certidão de óbito diz que a causa de morte foi tuberculose, mas muitos biógrafos defendem que a escritora pode ter morrido de desidratação e subnutrição provocados pelos vômitos excessivos de que sofria. Também existem provas de que Charlotte pode ter morrido de febre tifoide que teria contraído de Tabitha Ackroyd, a criada mais antiga da família, que morreu pouco tempo antes dela. Charlotte foi enterrada na campa da família no cemitério da Igreja de São Miguel e Todos os Anjos em Haworth, West Yorkshire, Inglaterra.
"The Life of Charlotte Brontë", uma biografia publicada por Gaskell após a sua morte, foi o primeiro de muitos trabalhos biográficos publicados sobre a sua vida. Apesar de ser honesto em algumas partes, Gaskell também escondeu pormenores sobre a paixão de Charlotte por Héger, um homem casado, por ser um escândalo para a moral da época e por poder ser um choque para os amigos e familiares de Charlotte ainda vivos, nomeadamente o seu pai e o seu marido. Gaskell também dá informação duvidosa e pouco clara sobre Patrick Brontë afirmando, por exemplo, que ele não deixava os filhos comer carne. Esta afirmação é refutada nos diários de Emily Brontë nos quais a escritora descreve a preparação de carne e batatas para um jantar na paróquia, tal como a escritora Juliet Barker mostra na sua recente biografia intitulada "The Brontës".
Fragmentos de um romance no qual Charlotte tinha trabalhado durante os seus anos de vida foram recentemente publicados por Clare Boylan com o título Emma Brown: A Novel from the Unfinished Manuscript by Charlotte Brontë, além de muito material sobre Angria nas décadas que se seguiram.